# BMW Z4
BMW řady Z4 je sportovní vůz s pohonem zadní nápravy od německého automobilového výrobce BMW. Je zástupcem řady sportovních roadsterů od BMW, kam rovněž patří dříve uvedené modely BMW Z1, BMW 507, BMW Z8 a BMW Z3. V 90. letech začal dánský designer Anders Warming pracovat na přímém nástupci modelu Z3. První generace se pak začala sériově vyrábět v roce 2002 v továrně BMW v USA. První generace byla ve dvou variantách: roadster (E85) a kupé (E86). Druhá generace modelu Z4 se začala sériově produkovat v roce 2009 v Německém Regensburgu, už jen jako roadster se sklápěcí střechou. Na jaře 2013 představilo BMW model Z4 druhé generace s některými funkčními a designérskými úpravami. Tento model je označován jako BMW Z4 2014.

## Druhá generace (BMW Z4 E89)
Druhá generace modelu BMW Z4 byla představena v prosinci 2008 na každoroční automobilové show v Detroitu. Jedná se o nástupce první generace Z4 s označením BMW Z4 E85. Má pevnou hliníkovou skládací střechu, podobně jako Mercedes SLK. Oproti předchozí generaci se vyrábí pouze ve verzi roadster.
Modelová řada je k dispozici v pěti základních konfiguracích.
sDrive 18i, sDrive 20i a sDrive 28i jsou vybaveny 4válcovým motorem o objemu 1997 cm³ s výkonem od 115 do 180 kW. Disponují 6stupňovou manuální převodovkou nebo volitelně 8stupňovou sportovní automatickou převodovkou.
sDrive 35i a sDrive 35is jsou vybaveny 6válcovým motorem o objemu 2979 cm³ s výkonem od 225 do 250 kW. Disponují 7stupňovou automatickou dvojspojkovou převodovkou.

### Technologie
Všechny konfigurace jsou vybaveny technologií BMW EffecientDynamics, která rekuperuje energii vozidla vznikající při brzdění. Další společnou technologií je BMW Dynamic Drive, které umožňuje přepínání jízdních režimu mezi módy komfort, normal, sport a sport+. Tyto režimy ovlivňují charakteristiku řazení automatické převodovky, proměnnou citlivost řízení a tuhost posilovače. U vozidel s M-sportovním paketem je navíc režimy upravována charakteristika elektronicky řízených tlumičů. Parkovací brzda je elektromechanická.
Všechny konfigurace obsahují bezpečnostní systémy ABS, asistenta nouzového brzdění, předpínač bezpečnostních pásů a systémy ESP a ASR. Vybaveny jsou rovněž čtyřmi airbagy. Brzdová světla regulují svou intenzitu v závislosti na intenzitě brzdění. Za opěrkami hlav cestujících jsou bezpečnostní výstupky spojené s konstrukcí vozu. Při otevřené střeše mají tyto výstupky chránit posádku při případném převrácení vozu. Jedná se také o první roadster z dílny BMW, který je vybavený ovládacím a navigačním systémem iDrive.

### Design
Nová verze je oproti předchozí generaci navržena s novým interiérem i exteriérem. Pevná hliníková skládací střecha je ovládána elektrohydraulicky. Operovat s ní je možné do rychlosti 40 km/h. Ve složené poloze je uložena v zadní části auta a shora překrývá úložný prostor. Při složené střeše se tak snižuje kapacita nákladového prostoru z 310 na 180 litrů.
Druhá generace je o 148 mm delší, 9 mm širší a kvůli pevné střeše a související hydraulice přibližně o 100 kg těžší.

### Motorizace
| Model      | Ve výrobě | Typ motoru   | Výkon@otáčky     | Max. točivý moment@otáčky |
| ---------- | --------- | ------------ | ---------------- | ------------------------- |
| sDrive18i  | 2013-     | BMW N20B20   | 115 kW@5000      | 240 Nm@1250-4400          |
| sDrive20i  | 2011-     | BMW N20B20   | 135 kW@5000      | 270 Nm@1250-4500          |
| sDrive28i  | 2011-     | BMW N20B20   | 180 kW@5000-6500 | 350 Nm@1250-4800          |
| sDrive35i  | 2009-     | BMW N54B30   | 225 kW@5800      | 400 Nm@1300-5000          |
| sDrive35is | 2010-     | BMW N54B30TO | 250 kW@5900      | 450 Nm@1500-4500          |

### Facelift v roce 2013
V březnu 2013 představilo BMW omlazenou verzi modelu Z4 E89. V designu prošla změnou přední i zadní světla, kterou jsou postavena na LED technologii. Spolu s faceliftem byl zároveň představen model sDrive 18i. K dosavadním barevným konfiguracím přibyly pakety Design pure white a Design pure traction. Tyto pakety obsahují navíc některé barevně sladěné prvky interiéru a exteriéru. Některé ovládací prvky jako tlačítka na volantu a obložení systému iDrive byly nahrazeny kvalitnějšími materiály. Nově přibyla možnost zvolit si barvu vnitřního obložení střechy v kontrastní barvě k interiéru vozu a nový barevný paket Valencia Orange, který ladí exteriér a prvky interiéru do tmavě oranžové barvy.

## Třetí generace
Podoba třetí generace BMW Z4 zatím není známa a v odborných kruzích se z dostupných informací pouze spekuluje o jeho finální podobě.. Třetí generace BMW Z4 bude uvedena na trh až v roce 2018. Hovoří se o návratu k plátěné střeše místo pevné hliníkové, čímž by došlo ke snížení pohotovostní hmotnosti a vyššímu relativnímu výkonu auta. Stejně tak se spekuluje o partnerství BMW a Toyoty při přípravě nové generace, což někteří interpretují jako směřování k hybridně poháněné verzi.